# Хонда Сойтіро
Соічіро Хонда (яп. 本田 宗一郎; 17 листопада 1906, Хамамацу, Сідзуока — 5 серпня 1991, Токіо, Японія) — японський інженер та підприємець. У 1948 році заснував компанію Honda, яку зробив великою транснаціональною корпорацією.

## Біографія
Соічіро Хонда народився 17 листопада 1906 року в селі Комйо (тепер Тенрі Сіті), округ Івата, префектура Сідзуока старшим сином коваля Ґіхея Хонди та його дружини Міки, яка працювала ткалею. Сім'я була бідною, але дитинство Соічіро було щасливим. Він успадкував від свого батька його вроджену спритність та цікавість до техніки.
Через деякий час Ґіхей відкрив магазин велосипедів. У той час велосипеди набирали все більшої популярності в країні, і коли люди почали просити відремонтувати свої велосипеди, Хонда-старший скористався можливістю для відкриття власного бізнесу. Він став займатись ремонтом вживаних велосипедів та їхнім подальшим перепродажем.
Перед самим закінчення початкової школи Соічіро побачив рекламу компанії «Токіо Art Shokai», автомобільної обслуговуючої компанії, в якій йшлося про "виробництво та ремонт автомобілів, мотоциклів і бензинових двигунів". Він відразу вирішив, що повинен там працювати.
Соічіро Хонда залишив початкову школу в квітні 1922 року у віці п'ятнадцяти років і приєднався до «Токіо Art Shokai» як учень. Там він отримав можливість навчатись, житло та трохи кишенькових грошей, хоча й не отримував реальної платні. Досвід, отриманий в компанії, мав величезний вплив на його подальшу долю.
Володіючи такими рисами характеру, як ентузіазм до важкої роботи, здатність генерувати нові ідеї, відчуття законів механіки, привернули до молодого учня увагу власника майстерні, Юзо Сакакібари. Соічіро в свою чергу, навчився від керівника не лише як виконувати роботу, але й мистецтву поводження з клієнтами та вмінню рекламувати свою продукцію. Сакакібара був ідеальним вчителем, і як інженер, і як бізнесмен. Окрім того, він був фахівцем у своїй галузі, зокрема вмів виготовляти поршні.
Вже згодом, у дорослому житті, коли Хонду запитали, кого він поважав найбільше, він завжди згадував свого керівника Юзо Сакакібару. Важливо пам'ятати, що «Токіо Art Shokai» займалась ремонтом не лише мотоциклів, але й автомобілів. У той час володіння автомобілем чи мотоциклом була ознакою належності до соціального класу багатих, а більшість автомобілів була іноземного виробництва. Там, у майстерні «Токіо Art Shokai», Соічіро розширив і поглибив своє розуміння автомобільної техніки, та отримав багатий досвід. Він добре розбирався в кожному роді механізмів. Він не просто мав теоретичні знання — він був експертом на всі види практичних завдань, таких як зварювання і кування.
Сакакібара також прищепив Соічіро інтерес до автоспорту. Історія моторних видів спорту в Японії бере свій початок приблизно з років Першої світової війни, і починались вони з мотогонок, невдовзі перерісши в повноцінні автомобільні перегони, які стали популярними в 1920-і роки. Окрім того, в автомобільних журналах тих часів можна було зустріти багато інформації про автоспорт за кордоном. Зокрема, читачі мали змогу дізнатись, що найпопулярніші мотоциклетні перегони у світі відбувались на острові Мен, а автомобільні — у Ле-Мані в Європі та Індіанаполісі в США.
У 1923 році «Токіо Art Shokai» стала випускати гоночні автомобілі під керівництвом Сакакібари, якому допомагали його молодший брат Шінічі та Соічіро, а також декілька інших студентів. Першою моделлю стала «Art Daimler», обладнана вживаним двигуном виробництва Daimler. Другим автомобілем став «Curtiss», який зберігся дотепер в робочому стані в колекції Honda. Він складався з уживаного двигуна від американського біплана Curtiss "Дженні" А1, встановленого на шасі американського автомобіля Мітчелл. У розробці даної моделі Хонда брав найактивнішу участь. 23 листопада 1924 року «Curtiss», взявши участь у своїй першій гонці на п'ятих японський автомобільних змаганнях, здобула беззаперечну перемогу з водієм Шінічі Сакакібари та механіком Соічіро Хондою. Цей тріумф справив на сімнадцятирічного Хонду велике враження та прищепив йому любов до гонок на все життя.
У віці двадцяти років Соічіро був призваний на військову службу, однак медичне обстеження виявило, що він дальтонік. Цей діагноз врятував Хонду на все життя від призову у армію втягнутої у Другу світову війну Японії.

## Розробка компанії Honda Motor Co., Ltd.
У 1937 році Хонда заснував Tōkai Seiki для виробництва поршневих кілець для Toyota. Під час Другої світової війни американське бомбардування В-29 зруйнувало завод Ямасіта Токай Сейкі в 1944 році, а завод Івата впав у результаті землетрусу Мікава 1945 року. Після війни Хонда продав відремонтовані залишки компанії Toyota за 450 000 ¥ і використав кошти на заснування Інституту технічних досліджень Honda у жовтні 1946 року. У 1948 році він почав випускати повністю моторизований велосипед типу А, який рухався першим серійним двигуном, розробленим компанією Honda, і продавався до 1951 року. Тип D в 1949 році був справжнім мотоциклом із пресованою сталевою рамою, розробленою і виготовленою компанією Honda, а також двотактним двигуном потужністю 3 к.с. та об'ємом 98 куб.см і став першою моделлю в серії мотоциклів Мрія. Японське товариство автомобільних інженерів називає моделі A і D як дві зі своїх 240 визначних пам'яток японської автомобільної техніки.
Після війни Хонда знову зустрівся зі своїм другом, якого він знав як постачальника поршневих кілець авіакомпанії Nakajima. У 1949 році Хонда найняв Фудзісаву, який контролював фінансову частину компанії і допомагав фірмі розширюватися. У 1959 році Honda Motorcycles відкрила свій перший дилерський центр у США. Як президент Honda Motor Company, Хонда перетворив компанію на багатомільйонну транснаціональну компанію, яка випускає найбільш продавані мотоцикли у світі. Інженерні та маркетингові навички Хонда сприяли тому, щоб мотоцикли Honda випередили Triumph та Harley-Davidson на своїх внутрішніх ринках.  
Хонда був президентом компанії до виходу на пенсію в 1973 році. Він залишався директором і був призначений "головним радником" у 1983 році. Його статус був таким, що журнал People помістив його до списку "25 найінтригуючих людей року" за 1980 рік, охрестивши "японським Генрі Фордом". На пенсії Honda зайнявся роботою, пов'язаною з Фондом Honda.

## Останні роки
Навіть у своєму похилому віці Хонда та його дружина Сачі мали посвідчення приватного пілота. Він також любив кататися на лижах, грати гольф, цікавився гоночними автомобілями, дельтапланеризмом та повітряними кулями у 77 років, і був висококваліфікованим художником. Він і Такео Фудзісава уклали пакт ніколи не примушувати власних синів приєднуватися до компанії. Його син, Хіротосі Хонда, був засновником і колишнім генеральним директором Mugen Motorsports, а також налаштовувачем для автомобілів Honda, він створив оригінальні гоночні машини.
ASME заснував медаль Соічіро Хонда як визнання досягнень Хонда в 1982 році; ця медаль відзначає видатні досягнення або значний інженерний внесок у галузі транспорту особистого користування. У 1989 році його включили до Автомобільного залу слави поблизу Детройта.
Соічіро Хонда помер 5 серпня 1991 року від печінкової недостатності. Він був посмертно призначений Великим Кордоном Ордена Східного Сонця.